# فلوریکا بوکور
فلوریکا بوکور (انگلیسی: Florica Bucur؛ زادهٔ ۱۸ may ۱۹۵۹ (۶۵ سال)) ورزشکار روئینگ اهل رومانی است.
وی در مسابقات کشوری و بین‌المللی در مجموع برندهٔ ۱ مدال برنز شده‌است.